# Will Patton
William Rankin Patton (Charleston, 14 de junho de 1954) é um ator e narrador norte-americano. Ele estrelou como Coronel Dan Weaver na série de ficção científica Falling Skies da TNT. Ele também apareceu em filmes como Remember the Titans, Armageddon, Gone in 60 Seconds e The Punisher.